# قلمرو تاکاتو
قلمرو تاکاتو (به ژاپنی: 高遠藩, Takatō-han)، یک دامنه (هان (ژاپن)) از شوگون‌سالاری توکوگاوا ژاپن در طول دوره ادو از ۱۶۰۰ تا ۱۸۷۱ بود.